# Canale Gand-Terneuzen
Il canale Gand-Terneuzen (in olandese: Kanaal Gent-Terneuzen) è un canale artificiale che attraversa il Belgio e i Paesi Bassi situato nel bacino del delta del Reno, della Mosa e della Schelda. 

## Geografia
Il canale collega il porto di Gand, terzo del Belgio per grandezza, alla Schelda Orientale e, attraverso questa, con il Mare del Nord. È lungo 32 chilometri, metà dei quali in Belgio e metà nei Paesi Bassi, largo 140 metri e profondo da 13 a 13,50 metri. Questo, insieme alla grandezza delle sue quattro chiuse, tre delle quali situate a Terneuzen e una a Gand, consente la navigazione di grandi navi fino a 125 000 TSL, 265 metri di lunghezza, 34 di larghezza e 12,50 di pescaggio.
Il canale comincia in Belgio, nel porto di Gand. Si dirige verso nord, dopo aver percorso circa 16 chilometri, attraversa il confine con i Paesi Bassi nei pressi di Sas van Gent. Nei Paesi Bassi, attraversa per altri 16 chilometri la provincia della Zelanda per poi gettarsi, presso Terneuzen nella Schelda Occidentale.

## Storia
Il canale venne costruito tra il 1823 e il 1827 su iniziativa del re Guglielmo I dei Paesi Bassi. All'epoca il Belgio e i Paesi Bassi, formavano, così come deciso nel Congresso di Vienna, un unico regno. Nel 1830, dopo lo scoppio della rivoluzione belga, il traffico fu interrotto dagli olandesi fino al 1841.
Tra il 1870 e il 1885 il canale fu allargato fino a raggiungere una profondità di 6,50 metri per una larghezza di 17 metri al centro del canale e una larghezza di 68 metri in superficie. I ponti del versante belga furono ricostruiti per essere adattati alle nuove dimensioni del canale.
Sulle acque del canale fu organizzata, tra il 1888 e il 1954 la celebre Regata Internazionale KRCG e durante l'esposizione universale del 1913 a Gand, vi si tennero i Campionati europei di canottaggio.
Ulteriori miglioramenti e allargamenti furono effettuati principalmente nei primi anni '60.